# Dysplasie campomélique
Décrit pour la première fois en 1947, la dysplasie campomélique est une maladie héréditaire de l'os se caractérisant par un visage typique avec une hypoplasie du maxillaire inférieure et fente palatine (séquence de Pierre Robin), les os longs raccourcis et courbés et des pieds bots. Les autres signes de cette maladie sont une ostéomalacie de la trachée, responsable d'une insuffisance respiratoire souvent mortelle, et une ambiguïté des organes sexuels externes ou des organes sexuels féminins chez les individus au caryotype XY.
La plupart des enfants meurent durant le premier mois de vie. Les complications des survivants comprennent : une scoliose progressive, des compressions médullaires, des troubles respiratoires et des troubles de l'audition.
Le diagnostic repose sur la clinique, le seul gène connu responsable de cette pathologie est le SOX9 localisé sur le chromosome 17. Le séquençage de ce gène retrouve dans 95 % la mutation. Les autres anomalies génétiques responsables sont une micro délétion ou une translocation réciproque.
Le diagnostic anténatal est possible. Les autres maladies héréditaires de l'os létales sont principalement l'ostéogenèse imparfaite, l'hypophosphatasie et éventuellement le nanisme thanatophore.

## Sources
- (en) Sheila Unger, Gerd Scherer, Andrea Superti-Furga, Campomelic Dysplasia in GeneTests: Medical Genetics Information Resource (database online). Copyright, University of Washington, Seattle. 1993-2008